# Дом на младоженците (Пловдив)
Домът на младоженците в Пловдив се намира в самия център на града, на ул. „Христо Г Данов“ 34, до Дондуковата градина.

## История
Домът на младоженците е построен през 1962 г. по поръчка на Община Пловдив. Сградата е проектирана от арх. Матей Матеев и арх. Димка Танева.
Домът на младоженците е на два етажа, с красиви големи прозорци с рисувани орнаменти по тях, метална дограма, мраморен под и стълби, месингов парапет, и голямо фоайе. На втория етаж е обредната зала, място за поздравления, стая за младоженците и административни помещения.
На първия етаж се намират Бюрото за записване на младоженците, магазин за сватбени аксесоари. В Дома на младоженците се сключват граждански бракове, именуване на дете, златни и сребърни сватби. Годишно около 1500-2000 двойки сключват брак именно в тази сграда.

## Архив
В сградата на Дома на младоженците се намира архивът за сключените през последните 100 г. бракове.

## Галерия
- Сградата на Дом на младоженците през 1968 г.
- Сватбено тържество през 1965 г.